# Buß- und Bettag

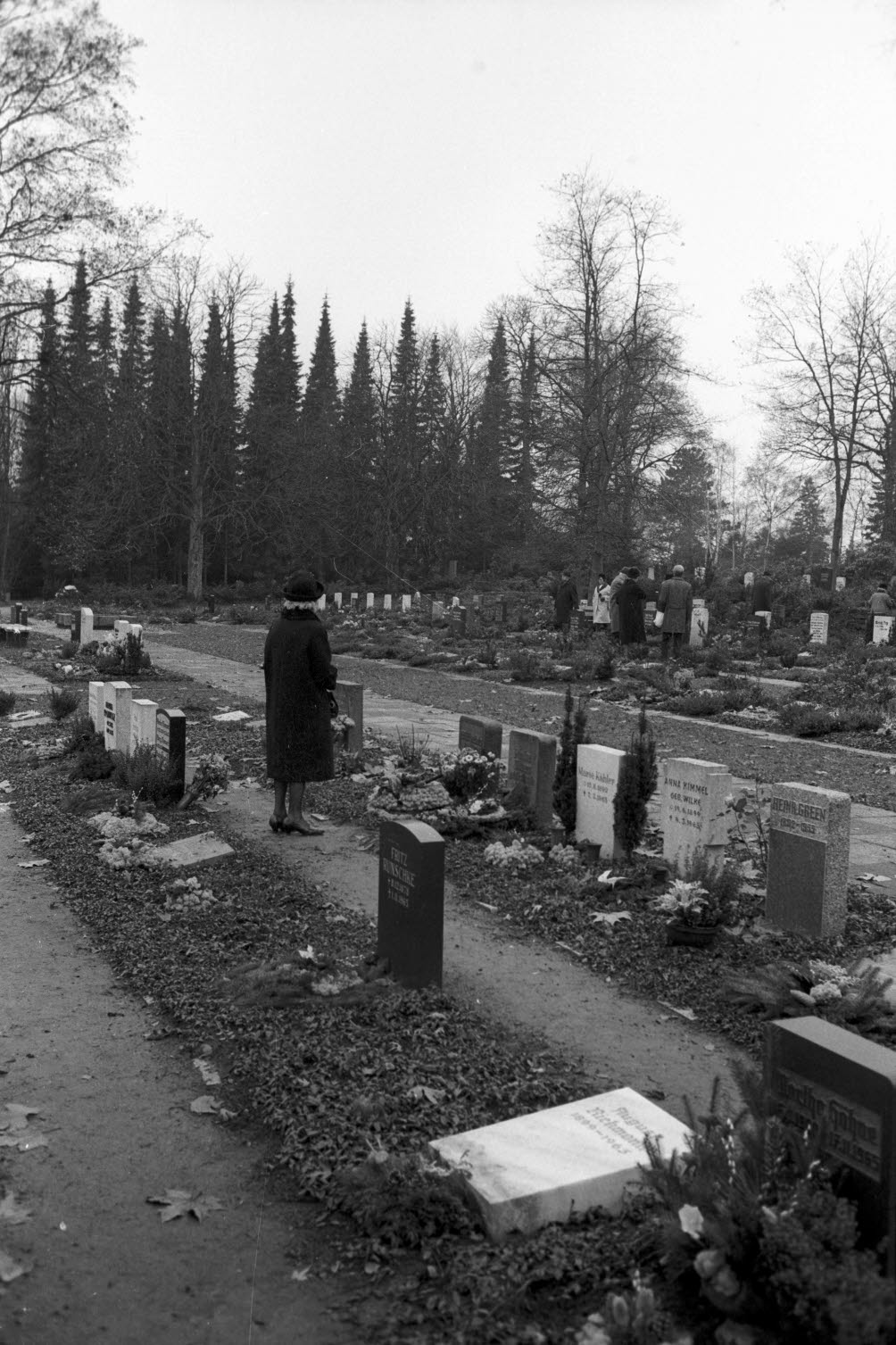
Buß- und Bettag auf dem Parkfriedhof Eichhof (1968)

Der Buß- und Bettag in Deutschland ist ein Feiertag der evangelischen Kirche, der auf Notzeiten zurückgeht. Im Lauf der Geschichte wurden Buß- und Bettage immer wieder aus aktuellem Anlass angesetzt. Angesichts von Notständen und Gefahren wurde die ganze Bevölkerung zu Umkehr und Gebet aufgerufen. Auch unabhängig von drohender Gefahr geht es an diesem Tag um Reue für begangene Sünden und eine Besinnung auf den Gottesglauben. Seit Ende des 19. Jahrhunderts wird ein allgemeiner Buß- und Bettag am Mittwoch vor dem Ewigkeitssonntag, dem letzten Sonntag des Kirchenjahres, begangen. (Im Jahr 2025 fällt er daher auf Mittwoch, den 19. November.)
Als gesetzlicher Feiertag in Deutschland wurde er mit Wirkung ab 1995 außer in Sachsen abgeschafft.
Zum vergleichbaren schweizerischen Feiertag siehe Eidgenössischer Dank-, Buss- und Bettag.

## Vorgeschichte
In der Bibel steht die Geschichte von Jona, der von Gott nach Ninive geschickt wird, um der Stadt ihren Untergang zu verkünden (Jona 3,4–10 ):

„Es sind noch vierzig Tage, so wird Ninive untergehen. Da glaubten die Leute von Ninive an Gott und ließen ein Fasten ausrufen und zogen alle, groß und klein, den Sack zur Buße an. Und als das vor den König von Ninive kam, stand er auf von seinem Thron und legte seinen Purpur ab und hüllte sich in den Sack und setzte sich in die Asche und ließ ausrufen und sagen in Ninive als Befehl des Königs und seiner Gewaltigen: Es sollen weder Mensch noch Vieh, weder Rinder noch Schafe Nahrung zu sich nehmen, und man soll sie nicht weiden noch Wasser trinken lassen; und sie sollen sich in den Sack hüllen, Menschen und Vieh, und zu Gott rufen mit Macht. Und ein jeder bekehre sich von seinem bösen Wege und vom Frevel seiner Hände! Wer weiß? Vielleicht lässt Gott es sich gereuen und wendet sich ab von seinem grimmigen Zorn, dass wir nicht verderben. Als aber Gott ihr Tun sah, wie sie sich bekehrten von ihrem bösen Wege, reute ihn das Übel, das er ihnen angekündigt hatte, und tat’s nicht.“

Gemeinsame Bußzeiten waren schon in der Antike bekannt. Theologisch sind sie dreifach begründet. Zunächst als Tage des fürbittenden Eintretens der Kirche für die Schuld der Gläubigen vor Gott. Dann soll die Kirche an den Bußtagen ihre Wächterfunktion den Sünden der Zeit gegenüber ausüben. Und schließlich sollten Bußtage dem einzelnen dazu dienen, sein Gewissen vor Gott zu prüfen. In Rom gab es zum Beispiel die „feriae piaculares“, die Not und Kriegsgefahr abwenden sollten.
Im Mittelalter gab es zweierlei Bußtage: Die einen wurden bei Bedarf von der Obrigkeit angeordnet, die anderen, die Quatembertage etwa, ergaben sich aus der kirchlichen Ordnung. Beide wurden von der evangelischen Kirche aufgenommen und fortgeführt. Den ersten Bettag feierte sie, auf kaiserliche Anordnung hin und wegen der dort damals als „Türkengefahr“ interpretierten Situation, im Jahr 1532 in Straßburg.

## Gesetzlicher Feiertag
In den verschiedenen Territorien Deutschlands gab es unterschiedliche Termine für Buß- und Bettage. So konnte man 1878 in 28 deutschen Ländern insgesamt 47 Bußtage an 24 unterschiedlichen Tagen zählen. Ein einheitlicher Buß- und Bettag am Mittwoch vor dem letzten Sonntag im Kirchenjahr wurde 1852 und 1878 von der Eisenacher Konferenz evangelischer Kirchenleitungen vorgeschlagen. In Preußen wurde dieser Vorschlag am 12. März 1893 Gesetz. Aber erst durch das „Reichsgesetz über die Feiertage“ vom 27. Februar 1934 wurde der Buß- und Bettag gesetzlicher Feiertag im gesamten Deutschen Reich.
Während des Zweiten Weltkrieges wurde der Buß- und Bettag auf einen Sonntag gelegt und damit als separater Feiertag abgeschafft – zur Aufbietung aller Kräfte im Krieg. Nach Kriegsende wurde er wieder eingeführt. In der DDR war er ein arbeitsfreier Feiertag, bis er 1967 im Zuge der Einführung der 5-Tage-Woche abgeschafft wurde. Die westdeutschen Bundesländer (mit Ausnahme Bayerns) erklärten ihn nach dem Krieg zum gesetzlichen Gedenk- und Feiertag. Bayern zog 1952 nach, jedoch wurde der Tag zunächst nur in Regionen mit überwiegend evangelischer Bevölkerung gesetzlich anerkannt. Ab 1981 war der Buß- und Bettag auch in überwiegend katholisch bevölkerten Regionen Bayerns ein arbeitsfreier Feiertag und wurde nunmehr in der gesamten Bundesrepublik einheitlich begangen.
Nach der Wiedervereinigung wurde der Buß- und Bettag auch von allen neuen Bundesländern übernommen und war somit ab 1990 ein deutschlandweiter Feiertag. Seit 1995 ist er nur noch in Sachsen gesetzlicher Feiertag.

### Abschaffung
Im Jahr 1994 wurde beschlossen, den Buß- und Bettag als arbeitsfreien Tag mit Wirkung ab 1995 zu streichen, um im Wege eines politischen Kompromisses die Mehrbelastung für die Arbeitgeber durch die Beiträge zur neu eingeführten Pflegeversicherung durch Mehrarbeit der Arbeitnehmer auszugleichen. Kritiker der Abschaffung führen insbesondere an, dass der damals gewünschte Effekt – die sichere Finanzierung der Pflegeversicherung –, anders als die Abschaffung des Feiertags, nicht von dauerhafter Wirkung war und bereits Beitragserhöhungen vorgenommen werden mussten.
Im Land Baden-Württemberg wurde Ende 1994 zunächst erwogen, den Pfingstmontag anstelle des Buß- und Bettags abzuschaffen. Es folgte jedoch im Frühjahr 1995 der bundesweiten Regelung durch ein Änderungsgesetz.
Eine Wiedereinführung wurde in den ersten Jahren nach der Abschaffung von verschiedenen Initiativen, beispielsweise einem erfolglosen Volksentscheid in Schleswig-Holstein oder einem Gesuch des damaligen bayerischen Ministerpräsidenten Edmund Stoiber, gefordert.

### Regelungen im Allgemeinen sowie im Speziellen in Sachsen, Bayern und Berlin
Durch die Feiertagsgesetze ist es in den meisten Bundesländern jedem Arbeitnehmer möglich, sich unter Hinweis auf religiöse Pflichten an diesem Tag freizunehmen. Es muss kein Urlaubstag genommen, allerdings muss deshalb auf Lohn verzichtet werden.
Lediglich in Sachsen besteht der Buß- und Bettag als gesetzlicher Feiertag weiter. Dafür bezahlen in Sachsen Arbeitnehmer einen um 0,5 % des Bruttoarbeitsentgelts höheren Beitrag zur Pflegeversicherung als in den anderen Bundesländern, die Arbeitgeber zahlen entsprechend weniger Beitrag. Der für die Arbeitnehmer zusätzlich zu zahlende Beitrag übersteigt jedoch die Kosten eines Arbeitstages. Das Bundesverfassungsgericht hielt dies im Gesamtkontext der Einführung der Pflegeversicherung für zumutbar.
In Bayern ist am Buß- und Bettag an allen Schulen unterrichtsfrei. Lehrkräfte haben hingegen am Buß- und Bettag zwar unterrichtsfrei, allerdings nicht dienstfrei. „An vielen Schulen des Freistaates wird dieser Tag genutzt, um einen sogenannten Pädagogischen Tag abzuhalten, der aktuelle Aspekte aus Bildung und Erziehung thematisiert. Allerdings muss bekenntniszugehörigen Lehrkräften, die dies wünschen, Gelegenheit gegeben werden, von dem Pädagogischen Tag oder ähnlichen Veranstaltungen fernzubleiben“. Außerdem haben in diesem Bundesland die meisten Kindergärten geschlossen, wodurch viele Arbeitnehmer mit Kindern an diesem Tag Urlaub nehmen müssen. Der öffentliche Nahverkehr folgt dem Ferienfahrplan.
In Berlin besteht für evangelische Schüler keine Verpflichtung zum Schulbesuch.

## Kirchlicher Feiertag
Da der Buß- und Bettag weiterhin kirchlicher Feiertag ist, sind in manchen Bundesländern an diesem Tag Tanzveranstaltungen verboten, teilweise auch der Betrieb von Geldspielautomaten und Spielhallen.

## Termine
Der frühestmögliche Termin ist der 16. November, der spätestmögliche der 22. November. Die Angaben für die einzelnen Jahre finden sich in der Liste der Termine der beweglichen Feiertage in Deutschland.